# Igreja Reformada no Zimbábue
A Igreja Reformada no Zimbábue (IRZ) - em inglês Reformed Church in Zimbabwe - é uma denominação cristã reformada fundada em 1891, no Zimbábue, por missionários da Igreja Reformada Neerlandesa (NGK).

## História

### Precursores
Em 1862, o Rev. Stephanus Hofmeyr começou como missionário na área das montanhas Soutpansberg, no norte do que hoje é a África do Sul. Sua abordagem era focar no treinamento de leigos e equipá-los para levar o evangelho adiante. De caçadores pioneiros, o Rev. Hofmeyr soube do povo Banyai ou Vakaranga, uma tribo Shona que se esconde nas montanhas da região de Gutu por medo do povo Ndebele. 
Stephanus Hofmeyr e François Coillard da Sociedade Missionária Evangélica de Paris, juntamente com três dos assistentes de Hofmeyr que eram membros do clã Buys, visitaram essas pessoas em 1877. Consequentemente, uma expedição missionária liderada por quatro membros da congregação de Kranspoort foi enviada ao Soutpansberg área para trabalhar entre os Banyai. Eles eram Gabriël Buys, Petrus Buys, Micha Makgato e Jocob Moemi. 
Várias outras expedições missionárias se seguiram, lideradas por congregantes de Kranspoort e sucessor de Hofmeyr, Rev. SP Helm. O chefe Mugabe do Banyai estava ansioso para permitir que os missionários se estabelecessem permanentemente em sua área perto das antigas ruínas do Zimbábue. No entanto, o chefe Lobengula dos Ndebele não quis dar sua permissão. 
Os missionários e congregados da missão de Soutpansberg tiveram assim que encontrar formas alternativas e mais permanentes de continuar com este trabalho.

### Estabelecimento
Em 1890, o jovem Andrew Louw, que teve que abandonar seus estudos teológicos devido a problemas de saúde, foi recrutado como missionário permanente para o povo Shona. Cecil John Rhodes, em virtude de seus poderes coloniais, deu permissão para um missionário se estabelecer na área de Mashonaland. Andrew Louw partiu para o Zimbábue em 18 de junho de 1891. Ele foi acompanhado por vários missionários da missão de Soutpansberg, incluindo Micha Makgato, Jozua Mashoha, Lukas Mokoele, Jeremia e Petrus Morudu (dois irmãos), David Molea e Izak Kumalo. Esses fiéis se estabeleceram em diferentes aldeias onde iniciaram comunidades de fé.
O Sr. Louw ligou para a estação missionária de Morgenster e depois de cinco anos os dois primeiros convertidos foram batizados. Mutizigwa e Muzeza receberam seus nomes cristãos Joseph e Matthew em 16 de setembro de 1896. Como Louw aprendeu a língua local, ele e sua esposa Cinie (nascida Malan), que se juntou a ele mais tarde, fizeram um trabalho inovador no registro do vocabulário e gramática do Língua Chikalanga. Louw foi mais tarde ordenado como ministro.
O trabalho cresceu rapidamente e, em 1901, foi fundada a primeira estação ou casa de oração, Pamushana. Em 1907, três estações missionárias da Sociedade Missionária de Berlim, a saber, Gutu, Zimuto e Chibi, foram transferidas para a missão da RDC. A estação missionária Jichidza foi estabelecida em 1908, Alheit (Chingombe) em 1909, Makumbe em 1915 e Nyashanu em 1954.
O trabalho missionário assumiu uma abordagem multifacetada ou abrangente, incluindo evangelismo, educação, trabalho médico, trabalho industrial e ministério de literatura. Cinie Louw começou uma aula de bordado para mulheres depois de chegar em 1894. Em 1909, as primeiras casas para meninas foram construídas onde as meninas aprendiam ciências domésticas, alfabetização, valores bíblicos, etc.
Três anos depois da chegada dos missionários, começou o trabalho médico. Continuou ininterruptamente mesmo depois que o pessoal missionário teve que deixar as estações em 1978 por causa da guerra. Hoje, os hospitais de Gutu e Morgenster ainda funcionam e são liderados por funcionários locais e internacionais (principalmente holandeses) que prestam assistência a uma série de necessidades humanas.
Além de contribuir para a assistência médica, a igreja também fez contribuições significativas em termos de educação. A primeira escola começou em 1892. Era uma escola noturna, e escolas avançadas também foram estabelecidas posteriormente. Hoje, a igreja administra 13 escolas primárias e 15 escolas secundárias, incluindo duas escolas especiais, a Escola Margaretha Hugo para Deficientes Visuais e a Escola Henry Murray para Deficientes Auditivos. A igreja também está administrando instituições terciárias, a saber, o Morgenster Teachers' College e a Reformed Church University.
O Rev. Andrew Louw e sua esposa Cinie assumiram a tarefa de uma primeira tradução do Novo Testamento em Chikaranga, um dialeto Shona. Esta tradução foi publicada em 1919, e eles terminaram de traduzir o Antigo Testamento em 1924. O Dr. AA Louw assumiu esta tarefa de seu pai e mãe em 1925, e ele revisou toda a Bíblia em Chikaranga. Ele também desempenhou um papel significativo na integração desta tradução na Bíblia Union Shona, que foi concluída em 1950.

### Autonomia
A primeira reunião do presbitério da igreja em Mashonaland foi realizada em 1918, e o primeiro sínodo da Igreja Reformada Shona ocorreu em 1952. Enquanto isso, uma escola para evangelistas e uma escola para ministros foram estabelecidas em Morgenster em 1925 e 1936, respectivamente.
No entanto, logo depois que a antiga Rodésia conquistou a independência em 1980, a [[Igreja Reformada  retirou a maior parte de sua equipe de missão devido a preocupações de segurança no país. Em 1977, todo o trabalho missionário e propriedades em Mashonaland foram transferidos para a Igreja Reformada no Zimbábue, que se tornou uma igreja autônoma.

## Doutrina
A denominação subscreve os Padrões da Unidade (Confissão Belga, Catecismo de Heidelberg e Cânones de Dort) como seus símbolos de fé. Além disso, reconhece o Credo Niceno-Constantinopolitano, Credo dos Apóstolos e Credo de Atanásio como exposições fiéis das doutrinas bíblicas.
Além disso, a denominação permite a ordenação de mulheres desde 2003.

## Relações Intereclesiásticas
A IRZ é membro do Conselho Mundial das Igrejas e do Comunhão Mundial das Igrejas Reformadas.